# Ridsport vid olympiska sommarspelen 1960
Ridsport vid olympiska sommarspelen 1960 arrangerades mellan 5 september och 11 september i Rom. 159 deltagare från 30 nationer gjorde upp om medaljerna i de fem grenarna.

## Medaljtabell
| Pl. | Nation                 | Guld | Silver | Brons | Totalt |
| --- | ---------------------- | ---- | ------ | ----- | ------ |
| 1   | Australien             | 2    | 1      | 0     | 3      |
| 2   | Italien                | 1    | 1      | 1     | 3      |
| 3   | Tysklands förenade lag | 1    | 0      | 1     | 2      |
| 4   | Sovjetunionen          | 1    | 0      | 0     | 1      |
| 5   | Schweiz                | 0    | 2      | 1     | 3      |
| 6   | USA                    | 0    | 1      | 0     | 1      |
| 7   | Storbritannien         | 0    | 0      | 1     | 1      |
| 7   | Frankrike              | 0    | 0      | 1     | 1      |

## Medaljsammanfattning

### Dressyr
| Gren                         | Guld                         | Guld                         | Silver                 | Silver                 | Brons                     | Brons                     |
| ---------------------------- | ---------------------------- | ---------------------------- | ---------------------- | ---------------------- | ------------------------- | ------------------------- |
| Individuell dressyr detaljer | Sergej Filatov Sovjetunionen | Sergej Filatov Sovjetunionen | Gustav Fischer Schweiz | Gustav Fischer Schweiz | Josef Neckermann Tyskland | Josef Neckermann Tyskland |

### Fälttävlan
| Gren                               | Guld                                                             | Guld                                                             | Silver                                                             | Silver                                                             | Brons                                                         | Brons                                                         |
| ---------------------------------- | ---------------------------------------------------------------- | ---------------------------------------------------------------- | ------------------------------------------------------------------ | ------------------------------------------------------------------ | ------------------------------------------------------------- | ------------------------------------------------------------- |
| Individuell fälttävlan detaljer    | Lawrence Morgan Australien                                       | Lawrence Morgan Australien                                       | Neale Lavis Australien                                             | Neale Lavis Australien                                             | Anton Bühler Schweiz                                          | Anton Bühler Schweiz                                          |
| Lagtävlingen i fälttävlan detaljer | Australien Lawrence Morgan Neale Lavis Bill Roycroft Brian Crago | Australien Lawrence Morgan Neale Lavis Bill Roycroft Brian Crago | Schweiz Hans Schwarzenbach Anton Bühler Rudolf Günthardt Rolf Ruff | Schweiz Hans Schwarzenbach Anton Bühler Rudolf Günthardt Rolf Ruff | Frankrike Guy Lefrant Jehan Le Roy Jack Le Goff Pierre Durand | Frankrike Guy Lefrant Jehan Le Roy Jack Le Goff Pierre Durand |

### Hoppning
| Gren                             | Guld                                                                           | Guld                                                                           | Silver                                            | Silver                                            | Brons                                                | Brons                                                |
| -------------------------------- | ------------------------------------------------------------------------------ | ------------------------------------------------------------------------------ | ------------------------------------------------- | ------------------------------------------------- | ---------------------------------------------------- | ---------------------------------------------------- |
| Individuell hoppning detaljer    | Raimondo d’Inzeo Italien                                                       | Raimondo d’Inzeo Italien                                                       | Piero d’Inzeo Italien                             | Piero d’Inzeo Italien                             | David Broome Storbritannien                          | David Broome Storbritannien                          |
| Lagtävlingen i hoppning detaljer | Tysklands förenade lag Alwin Schockemöhle Hans Günter Winkler Fritz Thiedemann | Tysklands förenade lag Alwin Schockemöhle Hans Günter Winkler Fritz Thiedemann | USA Frank Chapot George Morris William Steinkraus | USA Frank Chapot George Morris William Steinkraus | Italien Raimondo d’Inzeo Piero d’Inzeo Antonio Oppes | Italien Raimondo d’Inzeo Piero d’Inzeo Antonio Oppes |

Denna tabell: visa • redigera

## Fotnoter
1. 1 2 3  ”1960 The Sport”. FEI History Hub. FEI. http://history.fei.org/node/55. Läst 17 december 2014.
2. 1 2 3 4 5  ”Results”. FEI. http://history.fei.org/node/56. Läst 28 december 2014.